# Croix de chemin d'Aroffe
La croix de chemin d'Aroffe est une croix monumentale située à Aroffe, dans le département des Vosges, en France.

## Description
La croix est en pierre. Elle est composée d'un piédestal de maçonnerie en forme de reposoir à entablement très saillant, sur lequel repose une colonne cylindrique ornée de figures sculptées (en particulier un saint Nicolas en pied) couronnée par un large chapiteau figuré sur lequel repose un groupe sculpté composé d'un christ en croix entouré de la Vierge et de saint Jean. L'ensemble mesure 3,70 m de haut du sol au sommet de la croix.

## Localisation
La croix est située à l'extérieur du village d'Aroffe, rue de la Chalète, sur le chemin qui monte vers le bois du Feys[réf. nécessaire].

## Histoire
La croix date de la seconde moitié du XVIe siècle.
Elle a été classée monument historique par arrêté du 14 juin 1909.